# Evander Holyfield
Evander Holyfield   (Atmore, 19 d'octubre de 1962) és un exboxejador professional estatunidenc que va competir entre 1984 i 2011. Va regnar com a campió indiscutible en la divisió de pes creuer a finals dels anys vuitanta i en el pes pesant a principis dels noranta, i va ser l'únic boxejador de la història a guanyar el campionat indiscutible en dues categories de pes a l'"era dels tres cinturons".
Sobrenomenat The Real Deal, Holyfield és l'únic tetracampió mundial de pesos pesants, havent ostentat els títols unificats de l'Associació Mundial de Boxa (WBA), el Consell Mundial (WBC) i la Federació Internacional (IBF) de 1990 a 1992; els títols de la WBA i la IBF novament de 1993 a 1994; el títol de la WBA per tercera vegada de 1996 a 1999; el títol de la IBF per tercera vegada de 1997 a 1999; i el títol de la WBA per quarta vegada de 2000 a 2001.

## Carrera esportiva
Com a amateur, Holyfield va representar els Estats Units als Jocs Olímpics d'estiu de Los Angeles 1984, guanyant la medalla de bronze en pes semipesat. Es va fer professional als 21 anys, va pujar a pes creuer el 1985 i va guanyar el seu primer campionat mundial l'any següent, derrotant Dwight Muhammad Qawi pel títol de la WBA. Holyfield va derrotar Ricky Parkey i Carlos de León per guanyar els títols de la WBC i la IBF, convertint-se així en el campió indiscutible del pes creuer. Va ascendir a pes pesant el 1988, i més tard va derrotar Buster Douglas el 1990 per aconseguir els títols unificats de pes pesant de la WBA, la WBC i la IBF, i el campionat indiscutible de pes pesant.

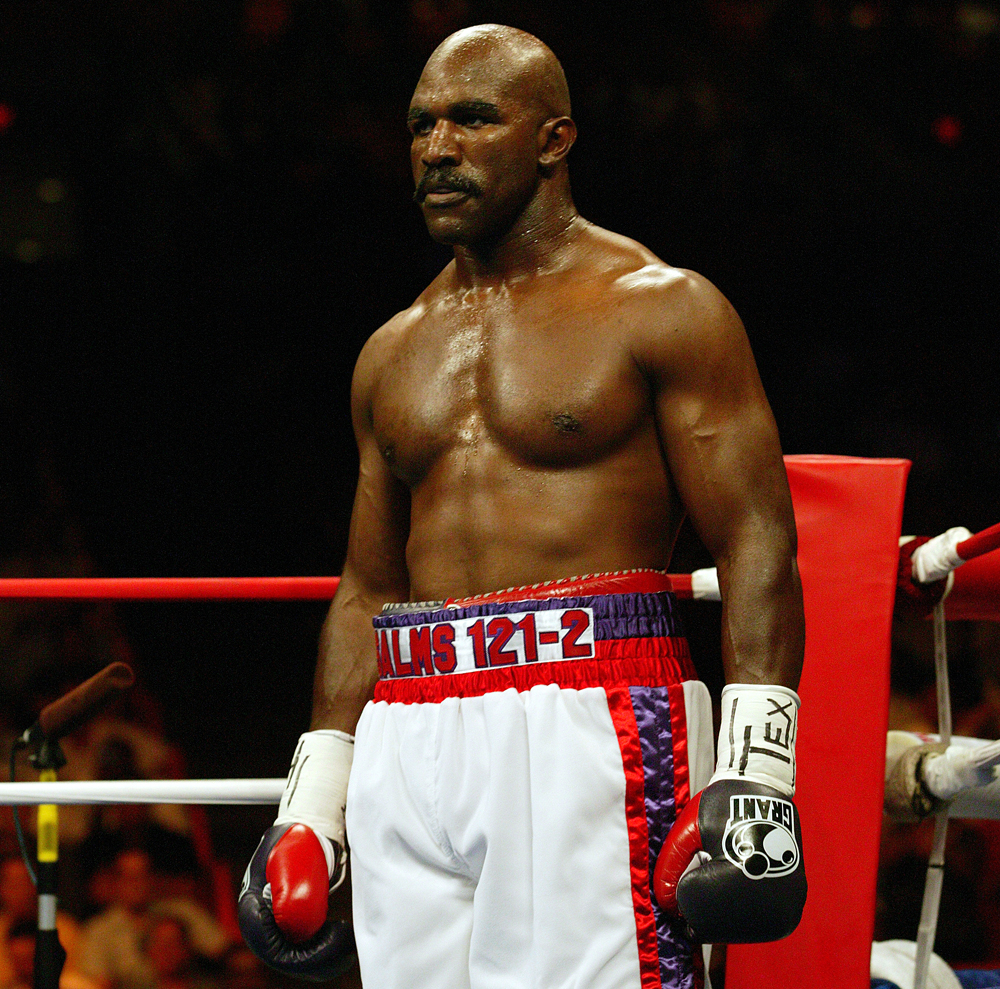
2007

Va defensar amb èxit els seus títols tres vegades, aconseguint victòries sobre els excampions George Foreman i Larry Holmes, abans de patir la seva primera derrota professional contra Riddick Bowe el 1992. Holyfield va recuperar la corona en una revenja un any després, derrotant Bowe pels títols de la WBA i la IBF (Bowe havia renunciat prèviament al títol del WBC). Holyfield va perdre aquests títols més tard en una derrota sorpresa contra Michael Moorer el 1994.
Holyfield es va veure obligat a retirar-se el 1994 per consell mèdic, però va tornar als ring només un any més tard, amb un certificat de bona salut. El 1996 va derrotar Mike Tyson i va recuperar el títol de la WBA, en el que la revista especialitzada The Ring va nomenar el Combat de l'Any i la Sorpresa de l'Any. Això va convertir Holyfield en el primer boxejador des de Muhammad Ali a guanyar un títol mundial de pesos pesants tres vegades. El combat de revenja va tenir lloc el 1997 i va acabar amb la desqualificació de Tyson al tercer round per mossegar l'orella de Holyfield. Durant aquest regnat com a campió, també va poder venjar-se de la derrota contra Michael Moorer i va recuperar així el títol de la IBF.
El 1999 es va enfrontar a Lennox Lewis en una lluita d'unificació pels títols indiscutibles de la WBA, el WBC i la IBF, que va acabar en un polèmic empat. Holyfield seria derrotat en una revenja vuit mesos després. L'any següent, va guanyar a John Ruiz pel títol vacant de la WBA, convertint-se en el primer boxejador de la història a guanyar un mateix cinturó de pes pesant en quatre ocasions. Holyfield va perdre una revenja contra Ruiz set mesos després, i s'hi va enfrontar per tercera vegada, en un combat que va acabar en empat.

## Llegat
Holyfield es va retirar el 2014 i ocupa el lloc número 77 a la llista dels 100 millors boxejadors de tots els temps segons The Ring. El portal BoxRec el situa en el número 91 de la història. Per la seva part, BoxingScene el va valorar com el millor pes creuer de tots els temps.
El 2015, va ser inclòs al Saló de la Fama Internacional de l'Esport.